# Lasionycta sasquatch
Lasionycta sasquatch là một loài bướm đêm thuộc họ Noctuidae. Nó được tìm thấy ở the Washington Cascades phía nam of Snoqualmie Pass, Saddle Mountain in the Oregon Coast Range, và dãy núi Siskiyou ở tây nam Oregon.
Nơi sinh sống là bán núi cao tại hai địa phương ở Washington Cascades. Loại lớn nhất được kiểm tra được thu thập ở rừng có độ cao trung bình với các loài Tsuga heterophylla, Pseudotsuga menziesii, Abies và Thuja plicata
Sải cánh dài 30–36 mm đối với con đực và 30–33 mm đối với con cái. Con trưởng thành bay vào đầu và giữa tháng 7.